# سوبوتکا (استان پودلاسکی)
سوبوتکا (به لهستانی:  Sobótka) یک روستا در لهستان است که در گمینا بیلسک پودلاسکی واقع شده‌است.